# Gustave Philippon
Pour les articles homonymes, voir Philippon.
Gustave Philippon, né le 19 septembre 1900 à Limoges (Haute-Vienne) et mort le 17 décembre 1974 dans la même ville, est un homme politique français.

## Biographie
Gustave Philippon est le premier adjoint au maire de Limoges Louis Longequeue de 1956 à 1971.

## Détail des fonctions et des mandats
Mandat parlementaire
- 1959-1968 : Sénateur de la Haute-Vienne